# Moja mala djevojčica
Moja mala djevojčica dječja je pjesma je koju su pjevali Ivo Robić i Zdenka Vučković na festivalu u Opatiji 1958. godine, autora glazbe Vandekara, autora stihova Rubena i aranžera Ferde Pomykala.
Poznata je po pripjevu:
```
Tata, kupi mi auto
bicikl i romobil
kupi mi medu i zeku
kolica Jugovinil.

```

## Vanjske poveznice
- YouTube, MV Music Izvedba Jacques Houdek i Mia Negovetić